# Georg Schilling von Cannstatt

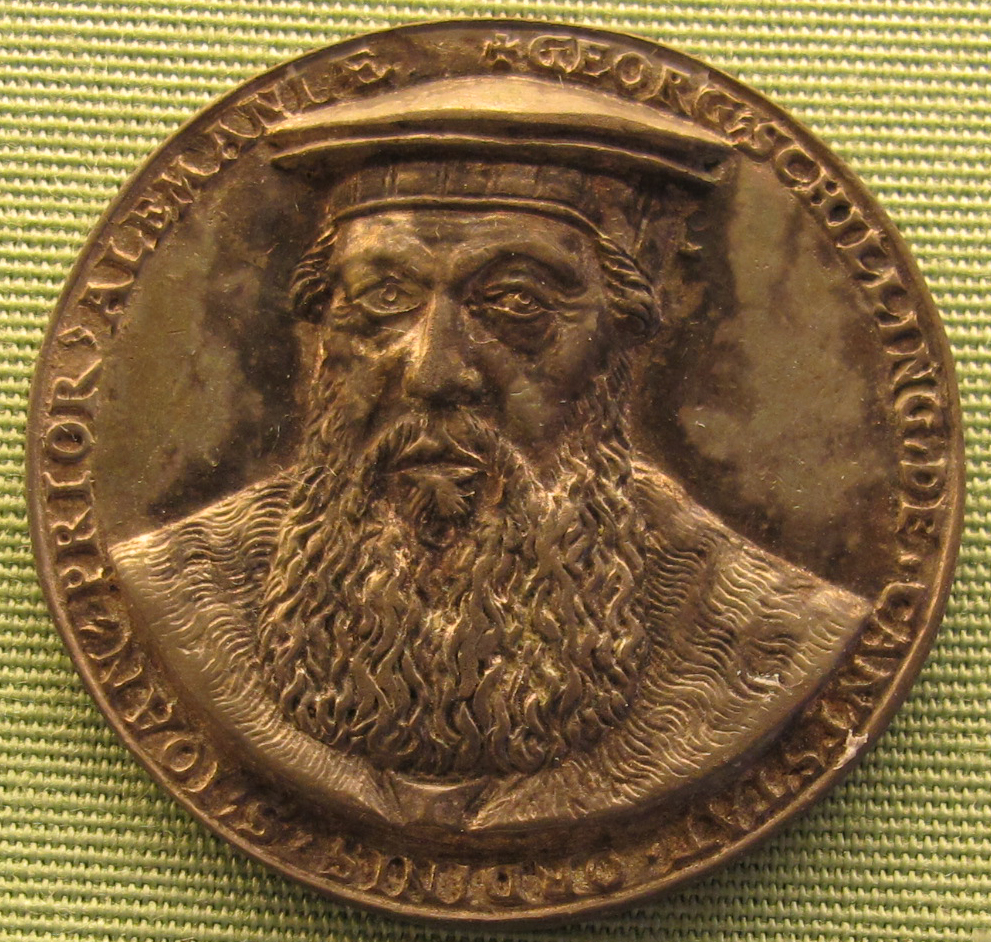
Georg Schilling von Cannstatt medaille, um 1530

Georg Schilling von Cannstatt (* um 1490 in Neuffen; † 2. Februar 1554 in Heitersheim oder auf Malta) war ein deutscher Ordensritter, Heerführer und Reichsfürst.

## Leben
Georg Schilling von Cannstatt stammte aus einer ursprünglich in Cannstatt, einem heutigen Ortsteil von Stuttgart, ansässigen Adelsfamilie Schilling von Cannstatt. Viele Jahre seines Lebens verbrachte er als hochrangiges Mitglied des Malteserordens im Mittelmeerraum und prägte dort die Ordensgeschicke mit. Schon dadurch, dass die romanischen Mitglieder im Orden zahlenmäßig stark überwogen, gelangten Mitglieder der deutschen Sektion, der deutschen Zunge, selten zu solcher Prominenz wie Georg.

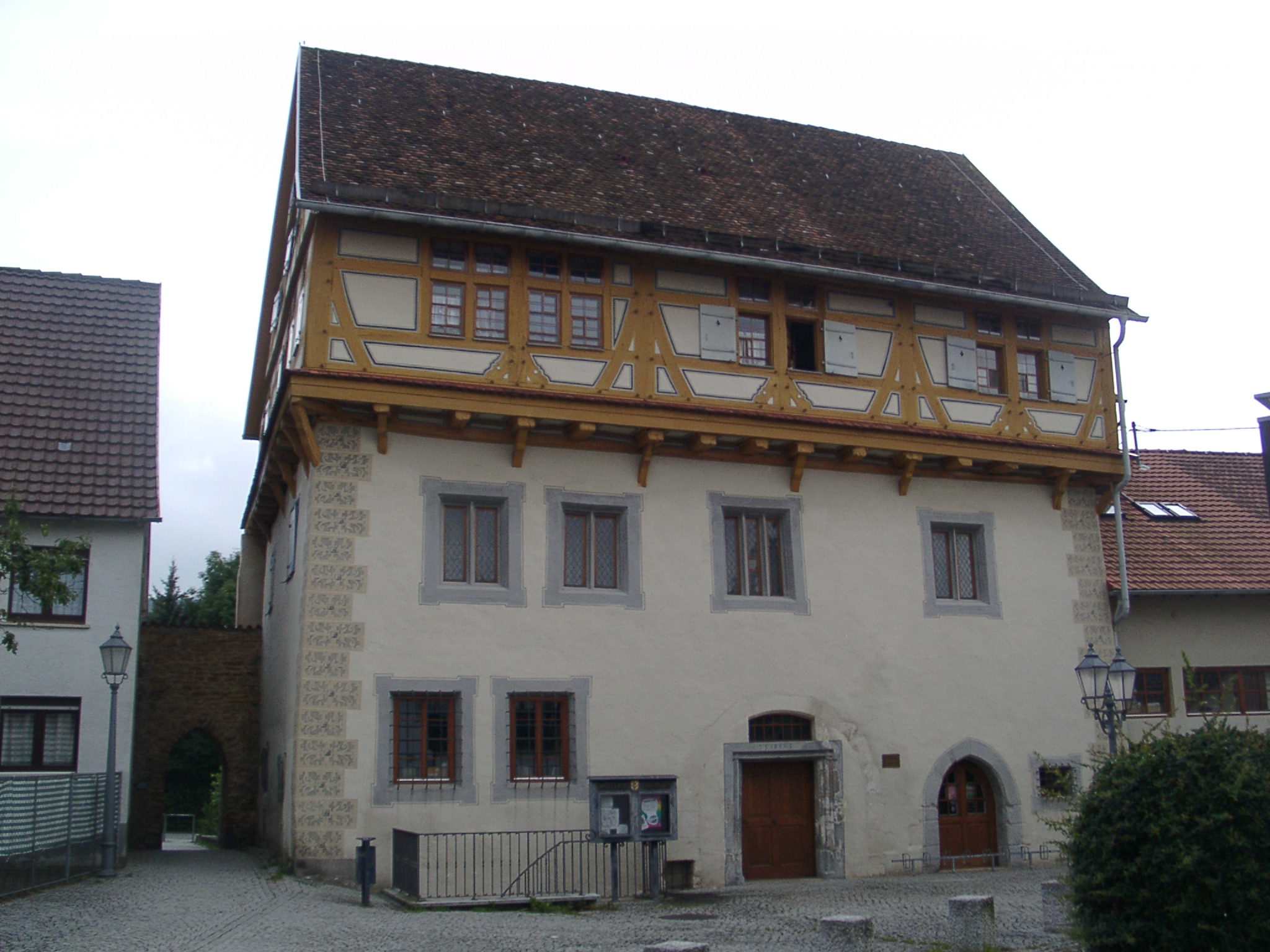
Das Schillingsche Große Haus in Neuffen, Geburtshaus des Georg Schilling von Cannstatt

### Auf Rhodos und auf Wanderschaft
Nach der Familienchronik trat Georg 1502 dem Johanniterorden bei. Seinerzeit residierte dieser in seinem Ordensstaat Rhodos. Es ist verbürgt, dass Georg 1517 nach Rhodos reiste. Dort machte er rasch Karriere. Bereits im Jahr der letzten großen Türkenbelagerung von Rhodos, 1522, war er stellvertretender Großbailli und damit stellvertretender Pilier (Oberhaupt) der Deutschen Zunge. Aus dieser Zeit ist ein Brief überliefert, in dem er über die Belagerung berichtet. Nach der Eroberung Rhodos durch die Türken (1523) und längerer Wanderschaft siedelte sich der Orden 1530 auch auf Drängen Georgs („Wehe dem, welcher dagegen ist … Denn klarlich ersieht man, dass der Orden, wofern nicht bald einen Ort annimmt, zu nichten gehen wird.“) auf Malta an, was dem Orden langfristig die politische Unabhängigkeit in einem faktisch selbständigen Ordensstaates sicherte. Vor allem aber konnte der Orden von dem exponierten Malta aus den Seekrieg gegen die Muslime wieder aufnehmen. Als Schutzschild der europäischen Länder und ihrer Seefahrt verstand es der Orden somit, sich erneut Legitimation als Kreuzritterorden zu geben.

### Auf Malta
Auf Malta setzte Georg seine Karriere fort. Er wurde nun Großbailli der Deutschen Zunge, d. h. ihm unterstanden die Angehörigen der Zunge auf Malta und er war Herr der deutschen Herberge, dem Gebäude, in dem sie zusammen wohnten. Den Mitgliedern der Deutschen Zunge in ihren Heimatregionen stand er nur mittelbar vor, da der Großprior in Heitersheim deren unmittelbarer Vorgesetzter war. Gemäß der föderalen Aufgabenverteilung im Orden war der deutsche Großbailli für alle Befestigungsanlagen Maltas zuständig und hatte die jeweils dort stationierten Truppen zu munitionieren und zu alimentieren. Im Kriegsfalle hatte er zudem den der Deutschen Zunge anvertrauten Abschnitt der zentralen Verteidigungsanlagen zu befehligen. 1541 wurde Georg zum General-Kapitän der Galeeren erwählt und konnte sich durch etliche siegreiche Unternehmungen auszeichnen. Bei einem Einsatz gelang es ihm, einen bedeutenden Gegner gefangen zu nehmen und im Austausch gegen diesen den späteren Großmeister Jean Parisot de la Valette aus der Sklaverei zu befreien. Ohne dessen hervorragendes Kommando und eigenen Kampfeinsatz, wäre der Orden und der Ordensstaat 1565 während der sogenannten Großen Belagerung durch die Türken untergegangen.

### In und vor Nordafrika
Trotz seines Wunsches, wieder längere Zeit in Deutschland zu leben (ihm waren zahlreiche attraktive lokale Ordensgliederungen, Kommenden, zum Nießbrauch überlassen worden), wirkt Georg weiter in nordafrikanischen Gefilden. Mehrere Jahre ist er Gouverneur von Tripolis, kann es danach wohl wiederholt von außen entsetzen und hält lange Zeit mit den Galeeren die Türken auf Abstand. Zwei Mal wird er auch Kampfgefährte von Kaiser Karl V. als König von Spanien: vor Tunis (1535) und vor Algier (1541). Tunis wird von den Türken befreit, und der König Melasses schätzt Georg hoch als „den zuverlässigsten Schutz und Schirm“ seiner Person sowie seines Reiches. Die Eroberung Algiers schlug zwar fehl, erhielt aber in der Literatur viel größere Beachtung. Zwei Mal konnte Georg die in Not geratenen christlichen Truppen retten. Zunächst vor der Stadt Algier und später während des durch ein Unwetter beeinträchtigten Rückzugs auf See. Karl V. hatte sogar allen Kapitänen befohlen, den Galeeren unter Georgs Kommando zu folgen. Die christliche Flotte erreichte dadurch schützenden Hafen. Georgs Ritterbruder, Nicolas Durand de Villegagnon, der spätere Gründer Rio de Janeiros, setzte ihm indirekt ein Denkmal, indem er über diesen Feldzug 1542 eine Schrift veröffentlichte, die später, aus dem Lateinischen übersetzt, auch in Deutschland erschien.

### In Heitersheim
1546 kehrte Georg Schilling von Cannstatt nach Deutschland zurück. Als Nachfolger von Johann von Hattstein († 4. April 1546) wurde er nunmehr Großprior der Deutschen Ordenszunge und hatte seinen Sitz in der Herrschaft Heitersheim, zwischen Freiburg und Basel. Zwei Jahre später erhob Karl V. ihn und seine Amtsnachfolger in den Reichsfürstenstand. Durch Georg wurde so die Heitersheimer „Fürstendynastie“ mit 22 nachfolgenden Fürst-Großprioren begründet. Der Kaiser ehrte damit nicht nur seinen alten Kampfgefährten und verhalf dessen Orden im Reich zu vermehrter Reputation, sondern sicherte sich zugleich im Reichsfürstenrat eine gewichtige zusätzliche katholische Stimme. Denn bei aller ihm nachgesagten Liberalität war Georg dem Luthertum gegenüber sehr ablehnend. Auch in Heitersheim hat Georg noch gerne von den Kämpfen um Rhodos berichtet. Zur besseren Illustration soll er sich sogar rhodische Bilder an die Wände haben malen lassen.
Am 2. Februar 1554 starb Georg Schilling von Cannstatt, ob in seinem Heitersheimer Residenzschloss oder aber auf Malta, ist ungeklärt. Noch heute ziert sein Wappen die straßenzugewandte Mauer des Schlossareals und eine 2008 restaurierte Gedenktafel mit seinem Porträt den Hof. In der jüngst erschienenen Heitersheimer Festschrift zur 200. Wiederkehr der Stadtrechtsverleihung wird er zu den vier bedeutendsten Fürsten zu Heitersheim gezählt.